# David Hartley (musicista)
David Hartley (...) è un compositore britannico.
È noto soprattutto per alcune sue collaborazioni con il cantautore britannico Sting. I due hanno collaborato per la Walt Disney Pictures componendo la canzone My Funny Friend and Me per il lungometraggio animato Le follie dell'imperatore (2000) . Hartley ha inoltre arrangiato il brano You Will Be My Ain True Love scritto da Sting per il film Ritorno a Cold Mountain. Entrambi i pezzi sono stati candidati agli Oscar, rispettivamente nel 2000 e nel 2004.
Hartley ha partecipato agli album di Sting Brand New Day e Sacred Love, curando l'arrangiamento degli strumenti a corda e suonando l'organo Hammond in alcune tracce.